# 渾河 (桑乾河)
浑河，位于中华人民共和国山西省北部，是桑干河右岸支流，发源于浑源县东北沙圪坨镇东山乱岭关，蜿蜒向西南，横贯浑源县北部地区，经应县大临河乡后注入镇子梁水库，干流出库后向北流，经应县东北部和怀仁市东南部，于怀仁市河头乡新桥村汇入桑干河。河流全长55千米，流域面积1910.7平方千米。浑河流域属于半干旱地区，旱情几乎年年发生。上游流经黄土丘陵区，水土流失较重。五岳之一的北岳恒山位于浑河上游南岸。